# Raúl Orlandini Griswold
Pour les articles homonymes, voir Orlandini et Griswold.
Raúl Orlandini Griswold, né le 31 mai 1985 à Lima, est un pilote de rallyes péruvien.

## Biographie
Cadet de trois frères (Kary étant l'aîné, et Rafael le benjamin), il avait pour père Raúl Orlandini Dibós, vainqueur à 5 reprises du rallye Chemins de l'Inca.

## Palmarès (au 31/12/2012)

### Titres
- Champion NACAM des rallyes en 2010, sur Mitsubishi Lancer Evo VIII et IX (Gr.N), avec pour copilote Federico Valdez ;
- Double Champion du Pérou des rallyes, en 2006 et 2012 sur Mitsubishi Lancer Evo VIII/IX avec pour copilote Juan Pedro Cilloniz (ce dernier ayant été encore 4 autres fois consécutivement champion du Pérou, avec Nicolás Fuchs).

### Victoires en Championnat du Pérou 2012
- Rallye de Cusco ;
- Rallye Fepad (Coupe de la cîté de Trujillo) ;
- Rallye Palpa.

### 2 victoires au Rallye Chemins de l'Inca
- 2010: sur Mitsubishi Lancer Evo IX, copilote Diego Zuluaga ;
- 2011: sur Mitsubishi Lancer Evo IX, copilote J.P.Cilloniz (déjà vainqueur de cette épreuve avec N.Fuchs en 2009, et avec El Colorado -le propre père de Raúl- en 2003).